# Francisco Ramiro López
Pour les articles homonymes, voir Francisco López et López.
Francisco Ramiro López, ingénieur militaire, artilleur, faisant partie de la noblesse aragonaise. 
On ne possède pas de données sur sa date, son lieu de naissance et de sa mort.
Il a été dans le passé confondu avec Francisco Ramírez de Madrid.

## Biographie
Avant 1485, il a déjà participé à sept sièges, dont ceux de Ronda et de Marbella.
Il a participé à la prise de Grenade, en 1492, et restauré l'Alhambra de Grenade.
Spécialiste de l'artillerie, il est nommé dans les textes commandant maître Ramiro.
Pour être libre en Italie, en 1493, Charles VIII restitua aux Rois catholiques le Roussillon et la Cerdagne qui avaient été occupés en 1461 par Louis XI.
Après la prise de Grenade et la restitution du Roussillon, le roi Ferdinand d'Aragon l'envoie, en 1495, expertiser le site de Salses-le-Château et définir la meilleure façon de protéger la frontière nord de la Catalogne contre des attaques françaises.
Il reconstruit, en 1497 et 1504, la forteresse de Salses, prototype de la nouvelle architecture militaire provoquée par l'efficacité nouvelle de l'artillerie, fort de transition entre les fortifications médiévales et les fortifications modernes du tracé à l'italienne. Cette forteresse est moderne par l'enfoncement de ses remparts pour les protéger des tirs directs de l'artillerie, mais féodale par sa structure. Le fort a résisté à une attaque de l'armée française en 1503. Le plan sera un peu modifié à la suite de cette attaque. Il était assisté pendant la construction par maître François Gomis, architecte de la cathédrale de Gérone.
Il a aussi participé à des modifications des fortifications de Perpignan et de Collioure. Il a travaillé aux premières fortifications de Melilla, en 1497.
Il a été nommé « capitaine général de l'artillerie en Roussillon ».